# Horní Kounice
Horní Kounice là một làng thuộc huyện Znojmo, vùng Jihomoravský, Cộng hòa Séc.